# Necton

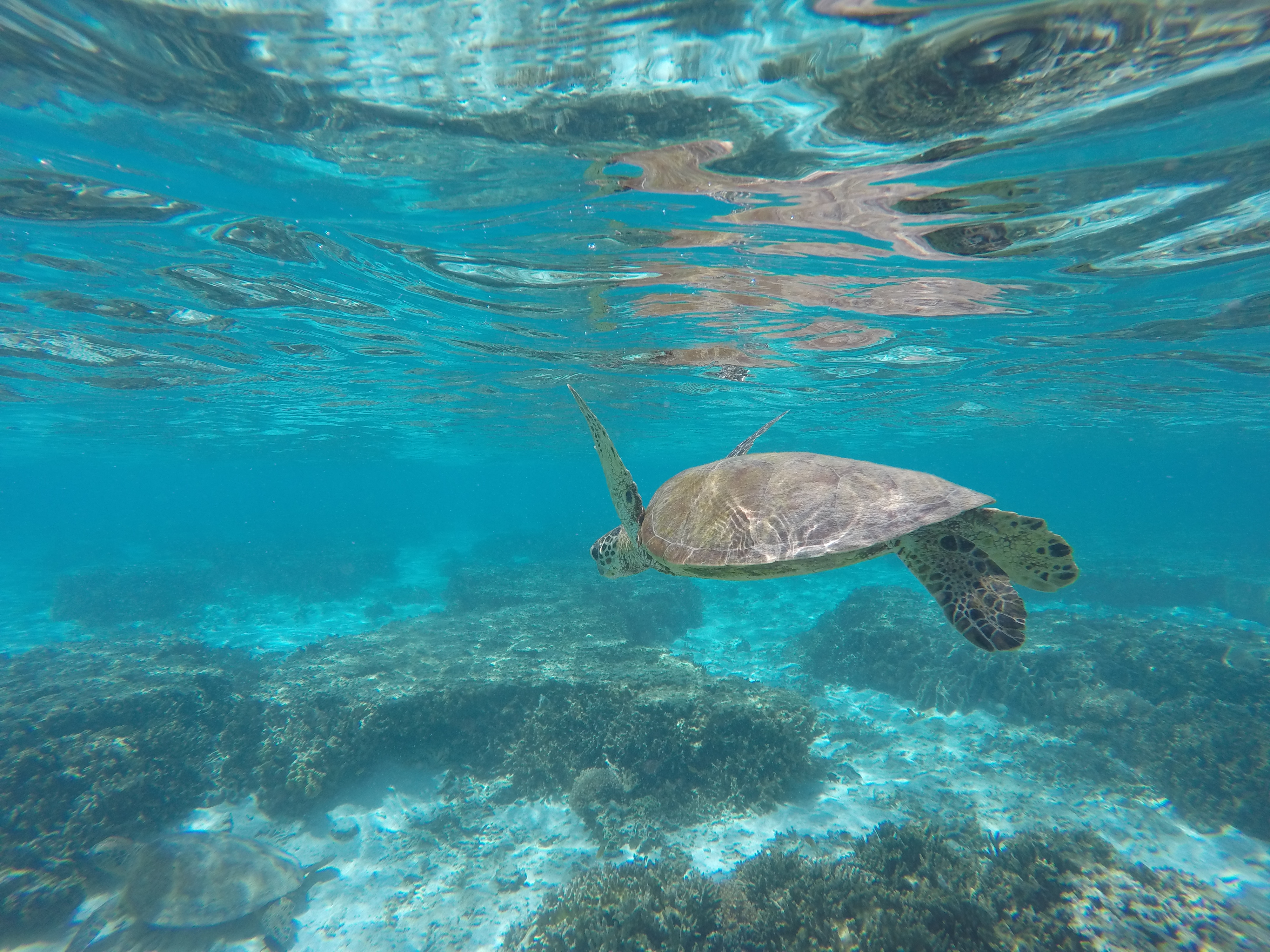
Tortue nageant au dessus de la grande barrière de corail.

Le necton, du grec ancien νήχω / nḗkhō, «nager » (par opposition au plancton) est un ensemble d'organismes marins dont la capacité de nage est telle qu'il peut se déplacer contre les courants (poissons, quelques crustacés, les céphalopodes, et les mammifères marins). Le micronecton est un exemple de necton.
Le necton est un groupe de consommateurs de grande taille et pouvant nager, qui se nourrissent de plancton ou d'autres consommateurs. Les poissons et les tortues par exemple appartiennent au necton.
Ce terme a été proposé par Ernst Haeckel en 1890.